# باشگاه فوتبال کویین آف ساوت
باشگاه فوتبال کویین آف ساوت (انگلیسی: Queen of the South F.C.) یک باشگاه فوتبال حرفه ای اسکاتلندی است که در سال ۱۹۱۹ در دامفریس تأسیس شد. این باشگاه در لیگ یک اسکاتلند، رده سوم فوتبال اسکاتلند بازی می کند. به طور سنتی به آنها لقب دونهامرز داده می شود، اما معمولاً به آنها ملکه یا QOS می گویند. زمین اصلی آنها پالمرستون پارک است.